# See and Avoid
See and Avoid (englisch „sehen und ausweichen“) bezeichnet Maßnahmen zur Sicherheit im Flugverkehr, vor allem um Zusammenstöße in der Luft zu vermeiden. Aufgrund des technischen Fortschritts wandelt sich der Begriff zu Sense and Avoid (abtasten/erkennen durch Sensoren und automatisch ausweichen). Damit werden auch unbemannte Flugzeuge (UAV) einbezogen, die immer mehr am militärischen Luftverkehr teilnehmen. Der Begriff enthält nicht nur das reine Beobachten und Reagieren des/der Piloten im Flugzeug, sondern auch alle anderen Maßnahmen zur Sicherheit im Flugverkehr am Boden und in der Luft, zur Vorbereitung und bei der Durchführung des Fluges, technisch und organisatorisch.

## Hintergrund
Bis in die 1930er stand Piloten der Luftraum weitgehend unangemeldet und unbegrenzt zur Verfügung. Sie wurden nur durch topografische Gegebenheiten, hoheitliche oder politische Regelungen oder Überflugverbote beschränkt.
Durch die Zunahme des Luftverkehrs wuchs die Gefahr von Zusammenstößen in der Luft. Deshalb wurde der Flugverkehr vom Boden aus durch ein System von Vorschriften und Fluglotsen überwacht und geregelt. Weitere Gründe waren die zunehmende Größe und Geschwindigkeit der Flugzeuge und bessere Instrumente, mit denen auch bei schlechter Sicht und nachts geflogen werden konnte (IFR). 
Der Luftverkehr wurde auf ausgewählte Gebiete und Luftstraßen begrenzt und lief nach strengen Regeln ab. Dadurch sollte das Risiko des Verfliegens (Abweichen vom Kurs) und von Zusammenstößen reduziert werden.

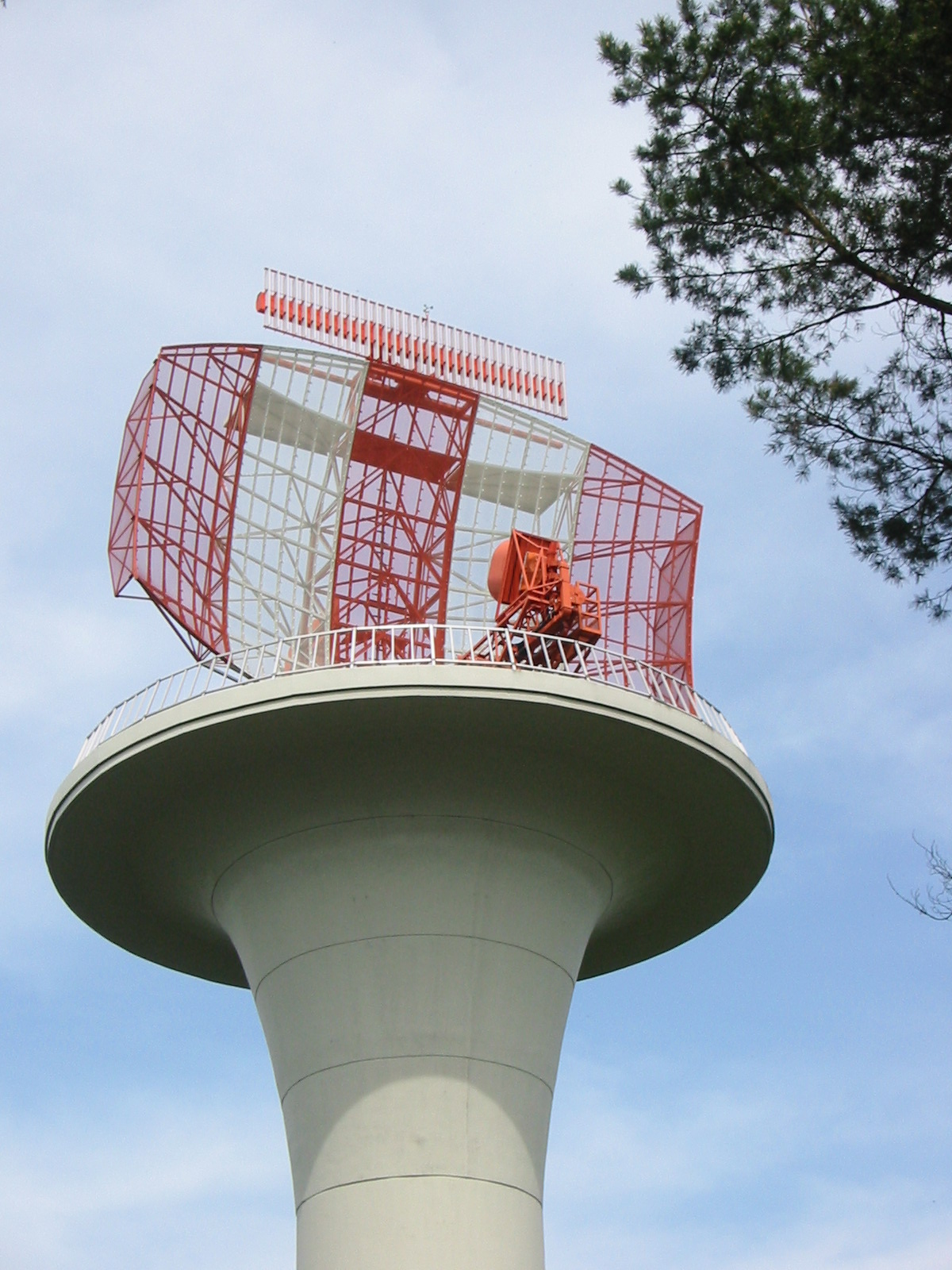
Radarantenne der DFS auf dem Deister, eine Kombination aus Primär- und Sekundärradar. Die Sekundärradarantenne (LVA-Antenne) ist oberhalb des Spiegels der Primärradarantenne montiert.

Durch Weiterentwicklungen im Bereich der Luftraumüberwachung und Flugnavigation sind kontrollierte Flüge inzwischen nicht mehr auf festgelegte Luftstraßen begrenzt, sondern können im sogenannten „Free Route Airspace“ weitgehend frei den Erfordernissen entsprechend geleitet werden. Durch den stark zunehmenden Flugverkehr nimmt jedoch insbesondere in der Nähe von Großflughäfen die Flugdichte weiterhin zu. Zu berücksichtigen sind darüber hinaus Sichtflüge im unkontrollierten Luftraum durch Luftfahrzeuge der Allgemeinen Luftfahrt wie Segelflugzeuge, Leichtflugzeuge, Geschäftsreiseflugzeuge, Rettungshubschrauber sowie militärische Flüge. Ebenfalls beherrscht werden muss das Risiko von Zusammenstößen in den An- und Abfluggebieten der Flughäfen und in den Wartekorridoren. Trotz steigender Flugdichte können die räumlichen Gegebenheiten am Boden und in der Luft meistens nicht angepasst werden.

## Humanfaktor, Mensch-Maschine-System
Piloten stoßen auch nach gutem Training an ihre Grenzen (Menschlicher Faktor). Beispiel: Die Zeit vom Auftreffen eines Sehreizes an der Netzhaut  bis zur Verarbeitung im Gehirn beträgt 0,1 Sekunden. Hinzu kommt im Idealfall eine Reaktionszeit von 0,3 Sekunden bis zum Einleiten von Gegenmaßnahmen. In diesen insgesamt 0,4 Sekunden bewegen sich zwei Verkehrsflugzeuge 200 Meter aufeinander zu.
Das menschliche Auge löst in 2 Kilometer Entfernung Gegenstände unter 0,6 Meter nicht mehr auf. Das entspricht z. B. dem Rumpfdurchmesser eines Segelflugzeuges. Langsame Objekte erkennt das Auge nur schwer und jeder Mensch hat einen blinden Fleck, wo er nichts sieht. Das Auge muss sich auf ein erkanntes Objekt scharf stellen, dabei verschwimmen andere Objekte. Auch das Gehirn verliert andere Objekte aus dem Bewusstsein, wenn es sich auf einzelne Objekte konzentriert.
Nach maximal drei Stunden Konzentration sinkt die menschliche Aufmerksamkeit, Langstreckenflüge dauern heute aber 10 Stunden und mehr. Routine und Gewöhnung an Gefahren lassen die Aufmerksamkeit weiter sinken. Außerdem müssen Piloten Bordsysteme überwachen und können dadurch relativ lange nicht in die Flugrichtung schauen und den Luftraum beobachten.
Sinngemäß gelten die gleichen Faktoren auch für die Menschen in der Luftraumüberwachung am Boden.
Diese Beispiele zeigen, dass das Höchstmaß an Sicherheit nicht allein von den beteiligten Menschen im Luftverkehr abhängig sein kann, sondern durch eine Reihe von technischen Maßnahmen am Boden und in der Luft gestützt und entsprechend den technischen Möglichkeiten laufend weiter entwickelt werden muss. Der Mensch bleibt aber der verantwortende Teil im System und bleibt bei technischen Ausfällen voll gefordert.

## Technische Maßnahmen an den Flugzeugen

### Passive Systeme/Elemente am Flugzeug
Diese Maßnahmen verbessern die Wahrnehmbarkeit des Flugzeuges durch andere Piloten. Außerdem umfassen sie Systeme, mit denen andere Flugzeuge und Hindernisse erkannt werden, die Nutzung von Autopilot-Systemen sowie das Ausweichen auf weniger beflogene Gebiete.

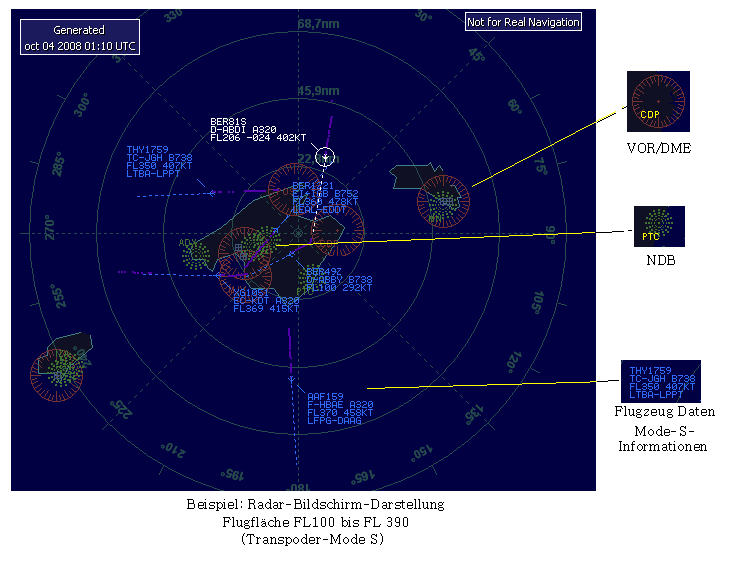
Radarbild Mode-S-System

Als ein wesentliches Element zur besseren Identifikation von Luftfahrzeugen dienen Transponder. Hierbei handelt es sich um in den Luftfahrzeugen installierte Antwortgeräte, welche auf die Signale eines Sekundärradars aktiv antworten. In Deutschland ist seit 2008 für Flüge im Luftraum Charlie (Höhe über 10.000 Fuß/3000 Meter), Delta (nicht Kontrollzone) und für Flüge in verkehrsreichen Gebieten (TMZ/Transponder Mandatory Zones) sowie alle Flüge mit motorgetriebenen Luftfahrzeugen (außer in der Betriebsart Segelflug) über 5000 Fuß über Meeresspiegel oder 3500 Fuß über Grund ein Mode-S-Transponder vorgeschrieben, der neben dem Transpondercode und der Flughöhe auch das Luftfahrzeugkennzeichen des Flugzeugs übermittelt.
Diese Transpondersignale können neben der Flugsicherung auch von den TCAS-Systemen der Verkehrsflugzeuge aktiv abgefragt werden.
Wichtige Elemente der passiven Flugsicherheit sind Flugführungssystem (Flight Management System (FMS), Autopilot) und die Nutzung und Einordnung in den überwachten Flugverkehr. Es soll den Flugweg genau vorplanen, automatisch einhalten und den Piloten entlasten, sodass er den nahen Luftraum um sich herum konzentrierter beobachten kann. Der Pilot kann damit auch Zonen mit hohen Flugaufkommen meiden. Moderne Flugplanungssysteme können Alternativen mit weniger Flugverkehr vorschlagen und militärische Übungsgebiete sowie Einzugsbereiche von Großflughäfen meiden. Das erfordert auch eine Aktualisierung während des Fluges, besonders bei Verspätungen und Verlust des Slots am Ziel.
Die Farbgebung des Flugzeugs sollte viel Kontrast gegen Hintergründe am Himmel und zum Boden liefern. Das ist durch großflächige Mehrfarbigkeit von maximal drei Farben zu erreichen. Dabei darf die Farbgebung die Konturen nicht brechen, ein Tarneffekt muss verhindert werden. Durch Reflexionen (glänzende Lacke/Polituren) der Sonne und des Mondes kann die Erkennbarkeit weiter gesteigert werden.
Zusammenstoß-Warnlichter (Strobelights) steigern die Erkennbarkeit weiter und müssen Tag wie Nacht in Betrieb sein. Die standardisierten Farben der Positionslichter erlauben es bereits aus größerer Entfernung die Flugrichtung einzuschätzen und gegebenenfalls erforderliche Ausweichmanöver einzuleiten.
Größere Cockpitfenster erzeugen eine bessere Sicht nach außen. Videokameras für eine Rundumsicht um das Flugzeug sind beim Airbus A380 bereits serienmäßig.
Durch ihre hohen Kosten, Baugröße und Energiebedarf können FMS und aktive Warnsysteme meist nur in Verkehrsflugzeugen eingesetzt werden.
Weitere passive Maßnahmen sind Empfänger an Bord, die elektromagnetische Abstrahlungen anderer Flugzeuge empfangen und auswerten. Bei entsprechender Entfernung und Richtung können sie die eigenen Piloten warnen, ohne jedoch die anderen Piloten zu informieren. Letzteres ist nur möglich, wenn beide Flugzeuge mit diesen Systemen ausgerüstet sind.

### Aktive Elemente am Flugzeug

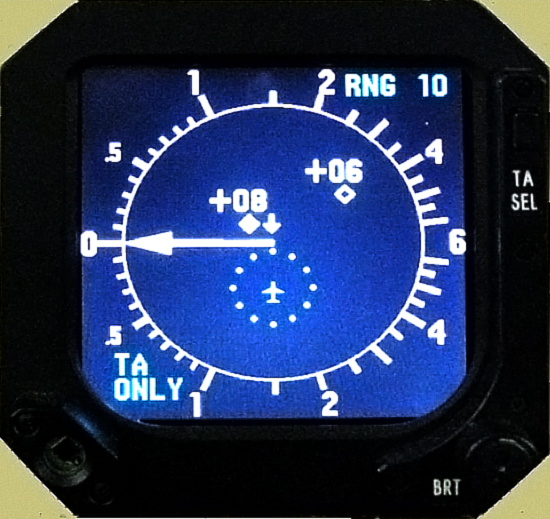
TCAS-Display in einem Variometer. In Großflugzeugen ist die Anzeige meist im Navigation Display integriert.

Aktive Elemente sind Sensoren und Systeme, die aktiv die Umgegend abtasten (durch Ultraschall, Mikrowellen (Radar) oder Laser). Hier ist das Traffic Alert and Collision Avoidance System (TCAS/ ACAS) in seinen verschiedenen Ausbaustufen zu nennen. Diese Systeme empfangen die Flugdaten anderer Flugzeuge, werten sie aus und können bei Annäherungen warnen. In einer weiteren Ausbaustufe senden sie das eigene Luftfahrzeugkennzeichen und Daten. In der höchsten Ausbaustufe warnen sie bei Annäherungen und ändern automatisch die Flugbahn. Beide Ausbaustufen sind im Einsatz. Die ersteren werden wegen geringeren Gewichtes und geringeren Energieverbrauchs in kleineren Flugzeugen und Hubschraubern verwendet. Die höhere Ausbaustufe ist in Verkehrsflügen Vorschrift. Ziel muss es werden, TCAS/ ACAS in der höchsten Ausbaustufe in alle Flugzeuge, auch die der Kleinfliegerei, einzuführen. Das setzt allerdings weitere Miniaturisierung, geringen Stromverbrauch bei großer Reichweite und günstigere Beschaffungskosten voraus.
Insbesondere im Segelflug ist die Kollisionswarnung FLARM weit verbreitet. Leider können TCAS-Systeme die FLARM-Signale nicht auswerten. Umgekehrt können die neueren Versionen dieses Systems jedoch auch Transpondersignale auswerten und damit vor Annäherungen von Luftfahrzeugen, die mit FLARM als auch mit Transpondern ausgestattet sind, warnen. Allerdings sind sie nicht in der Lage, Transponder aktiv abzufragen. Für Drachen- und Gleitschirmflieger gibt es günstige sog. Passiv-FLARM-Module.

## Problemkreis unbemannte Luftfahrzeuge (UAV)
Auch wenn der Pilot hier am Boden bleibt, bewegt sich ein unbemanntes Luftfahrzeug auf dem vorgeplanten Flugweg, was sich bei großen unbemannten Luftfahrzeugen wie Global Hawk und EuroHawk rein technisch in der Ausrüstung und Verfahren nicht von modernen Verkehrsflugzeugen unterscheidet. Diese unbemannten Luftfahrzeuge haben Transponder und TCAS II an Bord und reagieren automatisch wie Verkehrsflugzeuge im Gefahrenfall. Ein weiteres Hilfsmittel ist, dass die Sicht in Flugrichtung und um das Fluggerät herum durch Videokameras aufgenommen zum Boden übertragen werden kann. Hier ergeben sich jedoch Zeitverzögerungen durch den Übertragungsweg, was eine weitere Automatisierung durch entsprechende erkennende Sensoren und automatische Bildverarbeitung als Weiterentwicklung zu Sense & Avoid nach sich zieht, woraus die bemannte Fliegerei einen weiteren Vorteil ziehen kann.